# Paeonia peregrina
Paeonia peregrina es una especie de angiosperma de la familia de las peonías Paeoniaceae, nativa del sureste de Europa y Turquía . Es una herbácea perenne ergida con hojas de 9 lóbulos profundamente divididas. Flores solitarias de color rojo brillante, 10 a 13 cm de diámetro, con prominentes estambres amarillos, florecen primavera (mayo en el hemisferio norte ).
El cultivar 'Otto Froebel' ha ganado el premio Award of Garden Merit de la Royal Horticultural Society .

## Referencias

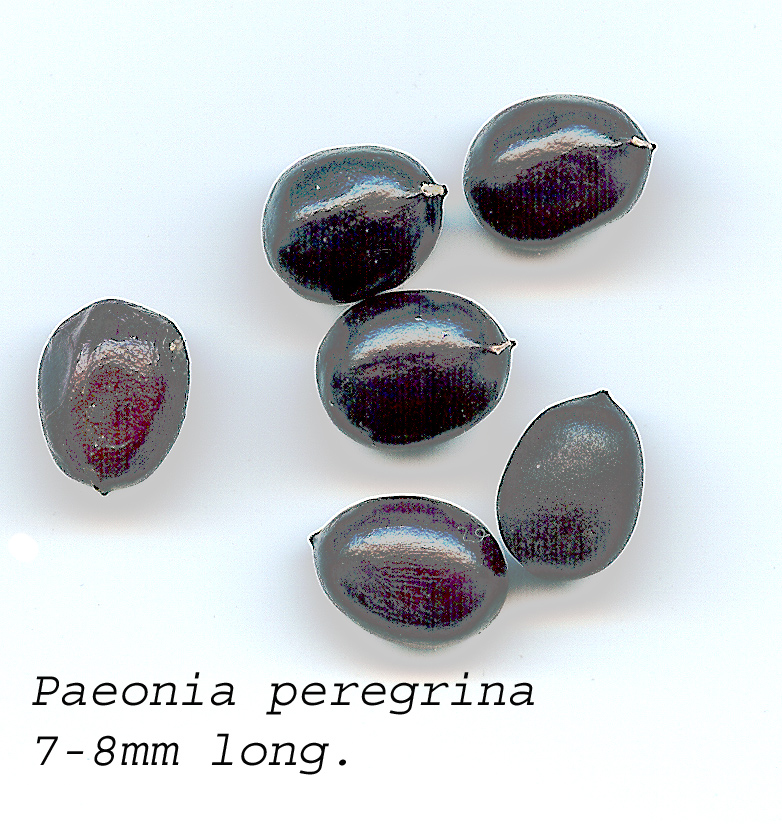
Semillas
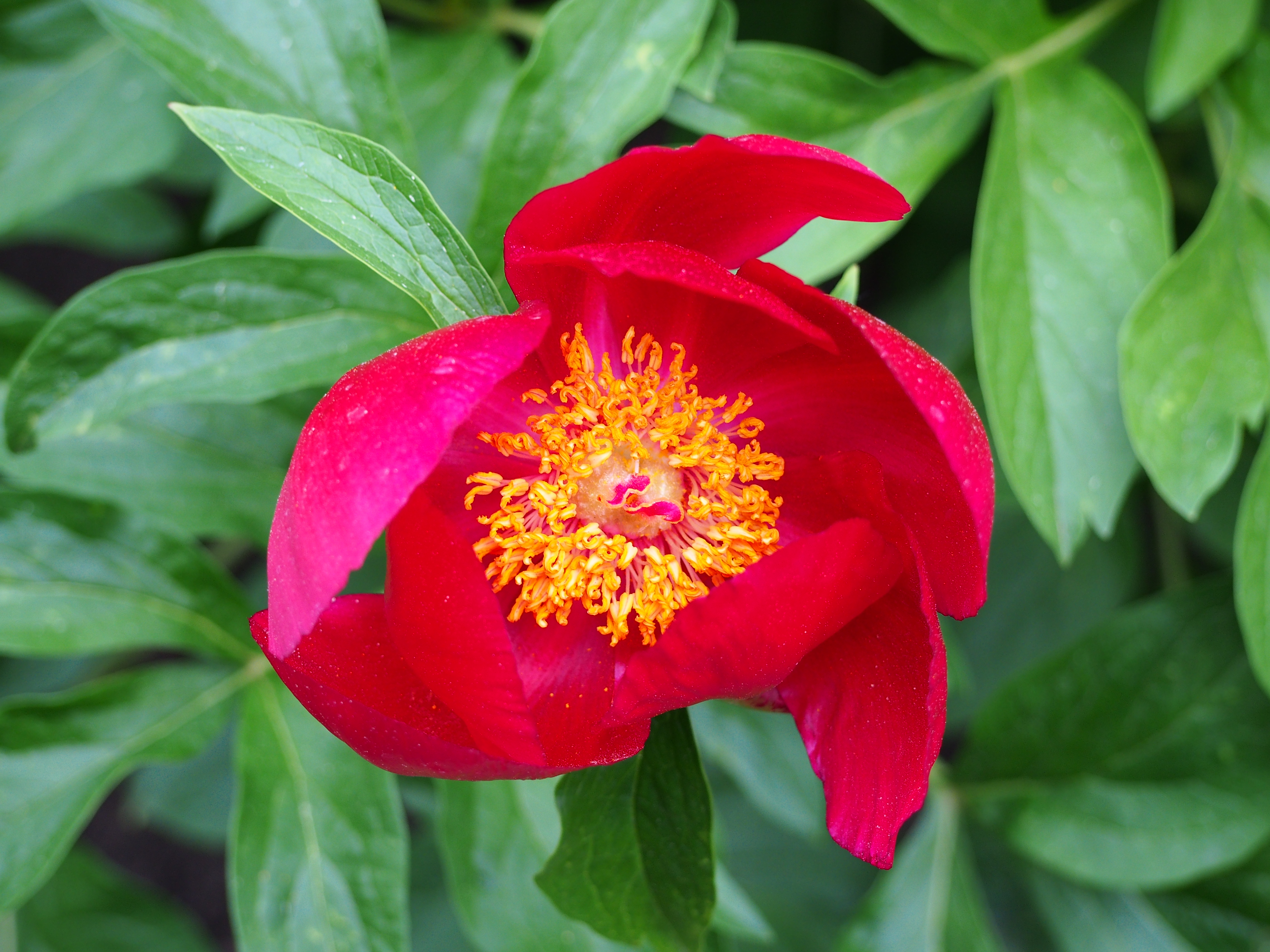
Flor
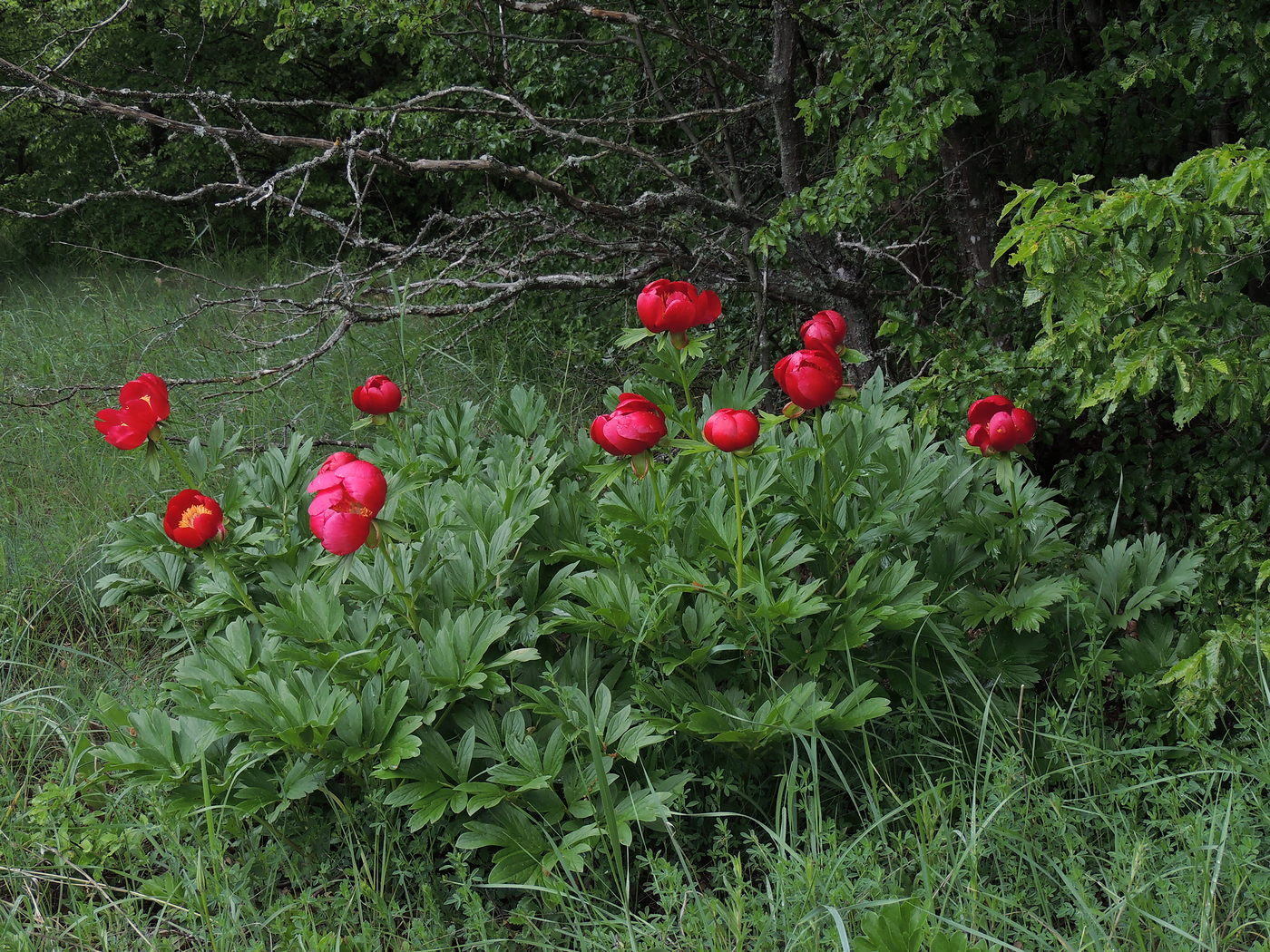
planta madura